# Cupido carswelli
Cupido carswelli är en fjärilsart som beskrevs av Henry Stempffer 1927. Cupido carswelli ingår i släktet Cupido och familjen juvelvingar. Inga underarter finns listade i Catalogue of Life.